# Ferry Svan
Anders Ferry Svan, född 2 oktober 1996 i Vansbro, är en svensk idrottsman som tävlar på internationell nivå inom timmersport. 
Svan deltog i Junior-VM i timbersport 2017 där han tog guld. I VM 2019 placerade han sig på sjunde plats och satte tre personliga rekord, varav ett nordiskt rekord.
Svan är son till skidåkarna Gunde och Marie Svan (född Johansson), samt yngre bror till den också skidåkande Julia Svan. Han är döpt efter sin gudfar, österrikaren Ferdinand ”Ferry” Grill, som var serviceman åt Gunde Svan under Gundes karriär som skidåkare.
I februari 2025 meddelades det att Svan kommer att delta i säsong 19 av TV-programmet Let's Dance på TV4. Hans danspartner för programmet är Filippa Strand.